# 前田利次
前田 利次（まえだ としつぐ）は、越中富山藩の初代藩主。富山藩前田家の始祖。水野忠之の外祖父。

## 生涯
元和3年（1617年）4月29日、加賀藩主・前田利常の次男として金沢で生まれる。寛永8年（1631年）に元服し、従四位下、侍従に叙任された。
寛永16年（1639年）6月20日、利常から10万石を分与されて支藩である富山藩を立藩し、その初代藩主となる。初めて国入りした際の領地には現在の富山市街、すなわち富山城を含めた一帯が含まれておらず、（富山城は加賀藩領内にあったため）加賀藩から富山城を借りて入国した。
領内の婦負郡百塚の地に新規に居城を建設することを幕府に願い出て許され、百塚侍従と呼ばれた。しかし財政難などにより百塚城の建設は中止され、万治3年（1660年）に加賀藩と領地交換を行って富山藩領が確定し、加賀藩より富山城を譲り受けて居城とした。寛文元年（1661年）、幕府の許可を得て富山城を改修し、城下を再整備した。
正保元年（1644年）に藩法である「小松御条目」を制定し、さらに新田開発、治水工事、家臣団の整理、城下町の建設、国境紛争の解決などを積極的に行なって藩政の基礎を固めた。延宝2年（1674年）7月7日、江戸城において発病し、死去した。享年58。遺体は同月20日に富山に送られたのち、富山城や築城予定であった百塚が見渡せる、長岡御廟に葬られた。
跡を次男の正甫が継いだ。1917年（大正6年）11月17日、贈正四位。

## 系譜
- 父：前田利常
- 母：珠姫 - 徳川秀忠の次女
- 正室：宗姫 - 鳥居忠政の娘
  - 女子：前田梅子（水野忠春正室、水野忠之母）
  - 長男：千勝丸
- 継室：蓮池院、新宅殿 - 川鰭基秀の娘
- 側室：八尾 - 柴田氏
  - 次男：前田正甫（1649-1706）